# Aligrundet (vid Knivsund, Karleby)
Aligrundet är en holme i Finland. Den ligger i sjön Öjasjön och i kommunen Karleby i den ekonomiska regionen  Karleby ekonomiska region  och landskapet Mellersta Österbotten, i den centrala delen av landet, 400 km norr om huvudstaden Helsingfors.
Aligrundet sammanbinds med Hickarören och Vattungen av en vägbank. Vägen förbinder Karleby med Larsmo.